# 耶普雷什蒂鄉
44°15′N 26°53′E / 44.250°N 26.883°E
耶普雷什蒂鄉（羅馬尼亞語：Comuna Iepurești, Giurgiu），是羅馬尼亞的鄉份，位於該國南部，由久爾久縣負責管轄，面積27平方公里，海拔高度62米，2007年人口1,922，人口密度每平方公里71人。